# Вітаутас Наливайка
Вітаутас Наливайка (лит. Vytautas Nalivaika; нар. 24 жовтня 1958, Вільнюс, Литовська РСР) — литовський скульптор.

## Біографія
Народився в 1958 році у Вільнюсі. У 1980-1986 роках навчався у Вільнюському художньому інституті (нині — Вільнюська художня академія); учень відомого литовського скульптора Ґедімінаса Йокубоніса. Дипломна робота — скульптура «Ліхтарник» (встановлена на вулиці Швянто Іона у Вільнюсі).
Член Спілки художників Литви. Проживає у Вільнюсі. Одружений; діти Крістійонас (нар. 1988), Гедре (нар. 1991), Раполас (нар. 2001).

## Творчість
Вже під час навчання в Художньому інституті брав участь у республіканських виставках медалей та у Прибалтійській триєнале медалей.
Лауреат другої премії конкурсу медалі для увічнення творчої спадщини архітектора Володимира Дубенецького (1987).
Автор скульптури «Ліхтарник», встановленої у Вільнюсі на вулиці Швянто Іона, пам'ятника жертвам Чорнобильської катастрофи у Вісагінасі, скульптур і деталей декору в інтер'єрі вільнюського ресторану «Стікляй».
Втілив ідею пам'ятника арапу царя Петра І Ганнібалу та його правнуку О. С. Пушкіну у Вільнюсі, запропоновану поетом Юрієм Кобріним. Пам'ятник був відкритий у дворі П'ятницької церкви у Вільнюсі 5 травня 2010 року. Скульптурна композиція являє собою зімкнуті долоні, котрі уособлюють Росію, в які укладені овальні медальйони з рельєфними зображеннями Ганнібала і Пушкіна, а також православний хрест. Композиція встановлена на п'єдесталі з граніту; долоні виготовлені з бронзи, медальйони із зображенням Пушкіна та його прадіда — з латуні. Висота пам'ятника складає 3 метри, вага — 2 тонни.